# Opisthotropis balteata
Espèce
Synonymes
- Trimerodytes balteatus Cope, 1895
- Liparophis bedoti Peracca, 1904
- Opisthotropis multicincta Fan, 1931

Opisthotropis balteata est une espèce de serpents de la famille des Natricidae. 

## Répartition
Cette espèce se rencontre :
- au Cambodge ;
- en République populaire de Chine, dans les provinces du Hainan, du Guangxi, du Guangdong et à Hong Kong ;
- dans le nord du Viêt Nam.

## Description
L'holotype de Opisthotropis balteata mesure 377 mm dont 80 mm pour la queue. Cette espèce a la face dorsale noire rayée par des anneaux blancs ou jaune pâle. C'est un serpent aquatique ovipare qui se nourrit de poissons, amphibiens, têtards, crevettes d'eau douce et de vers.

## Publication originale
- Cope, 1895 "1894" : On a collection of Batrachia and Reptilia from the Island of Hainan. Proceedings of the Academy of Natural Sciences of Philadelphia, vol. 46, p. 423-428 (texte intégral).